# Тунське озеро
Озеро Тун (нім. Thunersee) — озеро безпосередньо на північній межі Швейцарських Альп в Бернському Високогір'ї, кантон Берн, Швейцарія.

## Опис
Озеро має довжину бл. 17,5 км, ширину 3,5 км та видовжене зі сходу на захід. Через те, що озеро утворилося в льодовиковій долині та оточене горами, воно фактично не має мілководдя — схили гір продовжуються і під водою, а максимальна глибина складає 217 м.
Площа поверхні становить 47,69 км², що робить його найбільшим озером Швейцарії, повністю розташованому в одному кантоні.
За нормальних умов, дзеркало води має висоту 558 м.н.м., що на 6 метрів нижче від сусіднього озера Бріенц, розташованого вище за течією річки Ааре зі східного кінця та відділеного від озера Тун так званим «Бьоделі», пласкою рівниною між горами. Ці два озера колись були одним озером Вендель, але десь бл. 1000 року н. е. наноси мулу завершили створення «Бьоделі», яке розділило їх.
Озеро живиться переважно водою з озера Бріенц, а також декількома гірськими річками з гір, найбільша з яких — Кандер (лише з 1714 року). На північно-західному кінці з озера знову витікає річка Ааре.
Містечко Тун, від якого озеро отримало свою назву, розташовано зі північно-західного кінця, де Ааре витікає з озера, а Інтерлакен розташовано на відрізку річки Ааре між двома озерами Тун та Брієнц.
Басейн озера Тун складає бл. 2500 км², і під час сильних тривалих дощів озеро часто виходить з берегів. Причиною цього є його географія — розташування в льодовиковій долині з єдиним відтоком — річкою Ааре, «пропускна» здатність якої була колись обмежена. За повенями озера відбувались і повені на самій річці нижче за течією, зокрема біля міста Берн. Максимальна пропускна здатність річки Ааре без «скидних» тунелів становить 345 м³/с, середній стік становить 110 м³/с. З 2009 року були введені в експлуатацію скидні тунелі, які збільшили пропускну здатність відтоку води з озера на 100 м³/с. Попереджувальне регулювання скиду води з озера Тун та накопичувальна функція озера дозволяють уникнути повеней в місті Берн.
Найвища точка басейну озера — вершина гори Фінстераархорн 4 274 м. нрм.

## Економіка та туризм
Озеро достатньо бідне на поживні речовини, а тому рибальство не є для нього важливим, хоча існує невелика кількість професійних риболовів.
А от пасажирські кораблі діють на озері з 1835 року, на поточним момент їх там десять (у тому числі один пароплав «Blümlisalp», який здійснює лише літні рейси). Оператором кораблів є місцева залізнична компанія BLS AG, а маршрут поєднує залізничний вокзал Інтерлакен Вест та залізничний вокзал міста Тун, для чого були прориті відповідні канали.
Залізниця і автомобільна дорога проходять вздовж південного берега озера та частково сховані в тунелі.
На берегах (переважно північних) озера в окремих громадах розвинено виноградарство (в Туні, Шпіці, Оберхофені та Хігтерфінгені). Вирощуються білі (Мюллер-Турґау та Шардоне) та червоні (Гарануар та Піно Нуар) сорти винограду. З 01 січня 2008 року так звана «Територія виноградарства озера Тун» отримала законний статус AOC.
З 2011 року довкола озера Тун прокладено панорамний туристичний маршрут довжиною 56 кілометрів, з багатьма підвісними мостами.

## Галерея

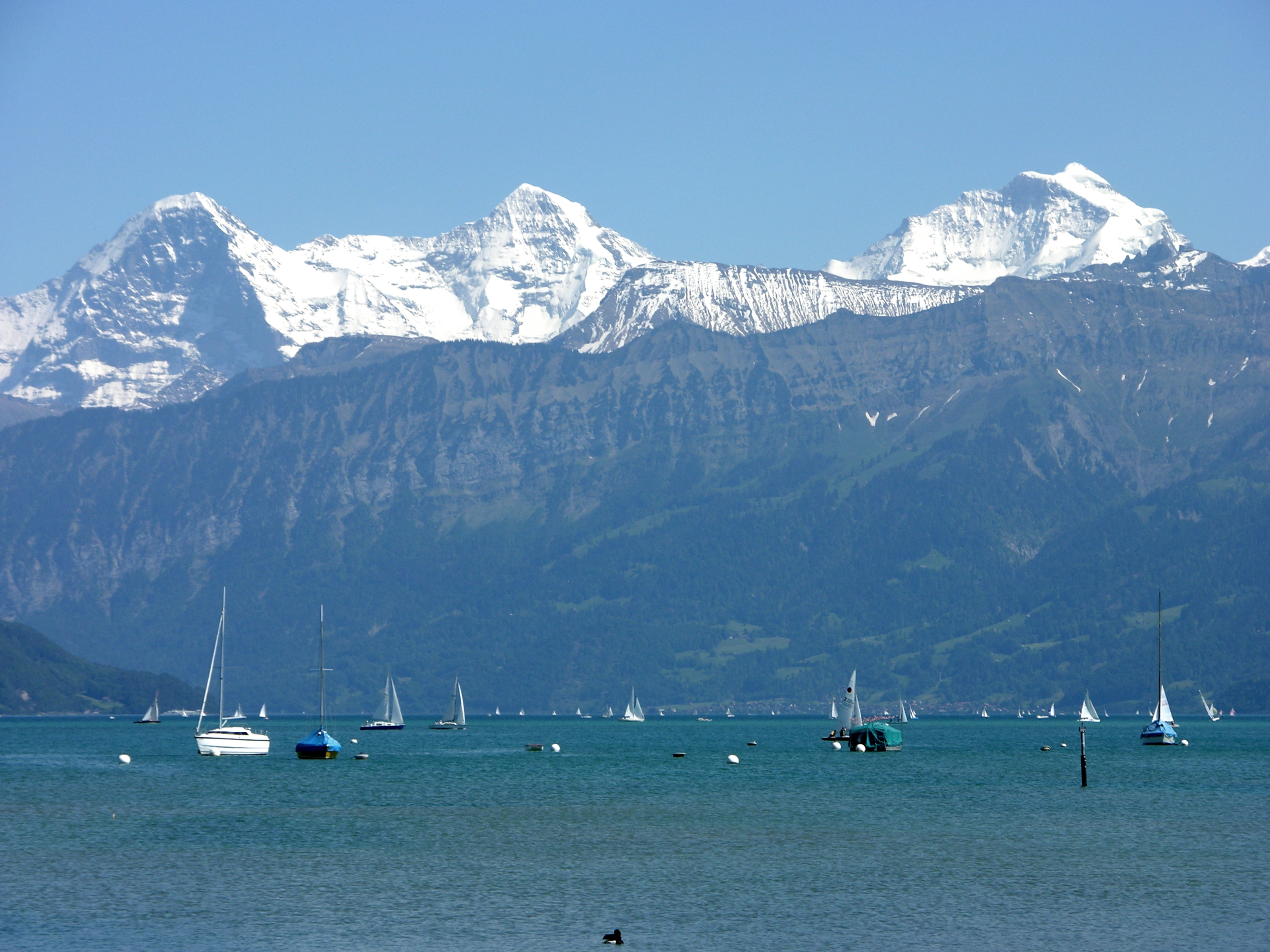
Озеро Тун та гори Айгер, Мьонх та Юнгфрау
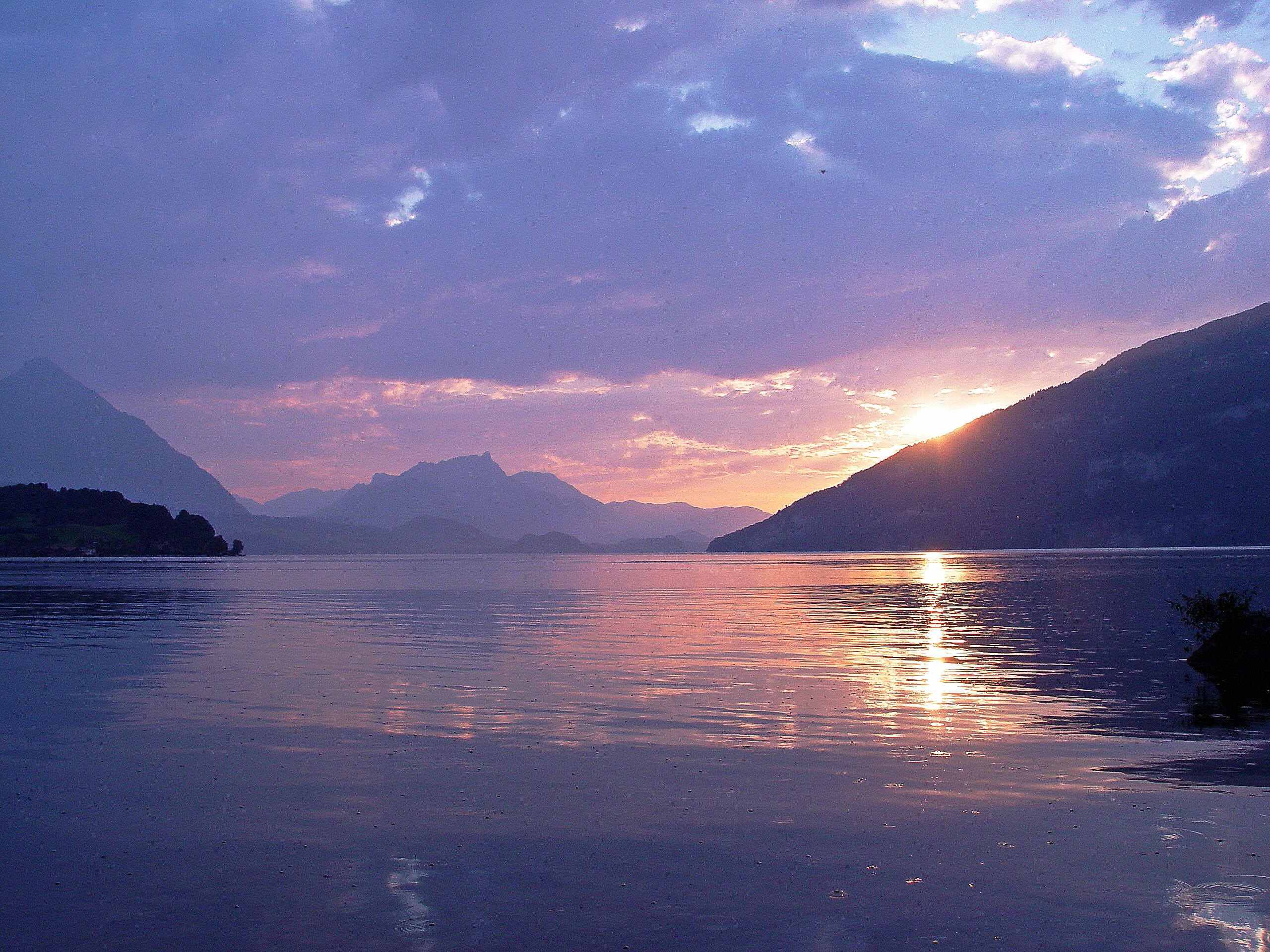
Озеро Тун на заході Сонця
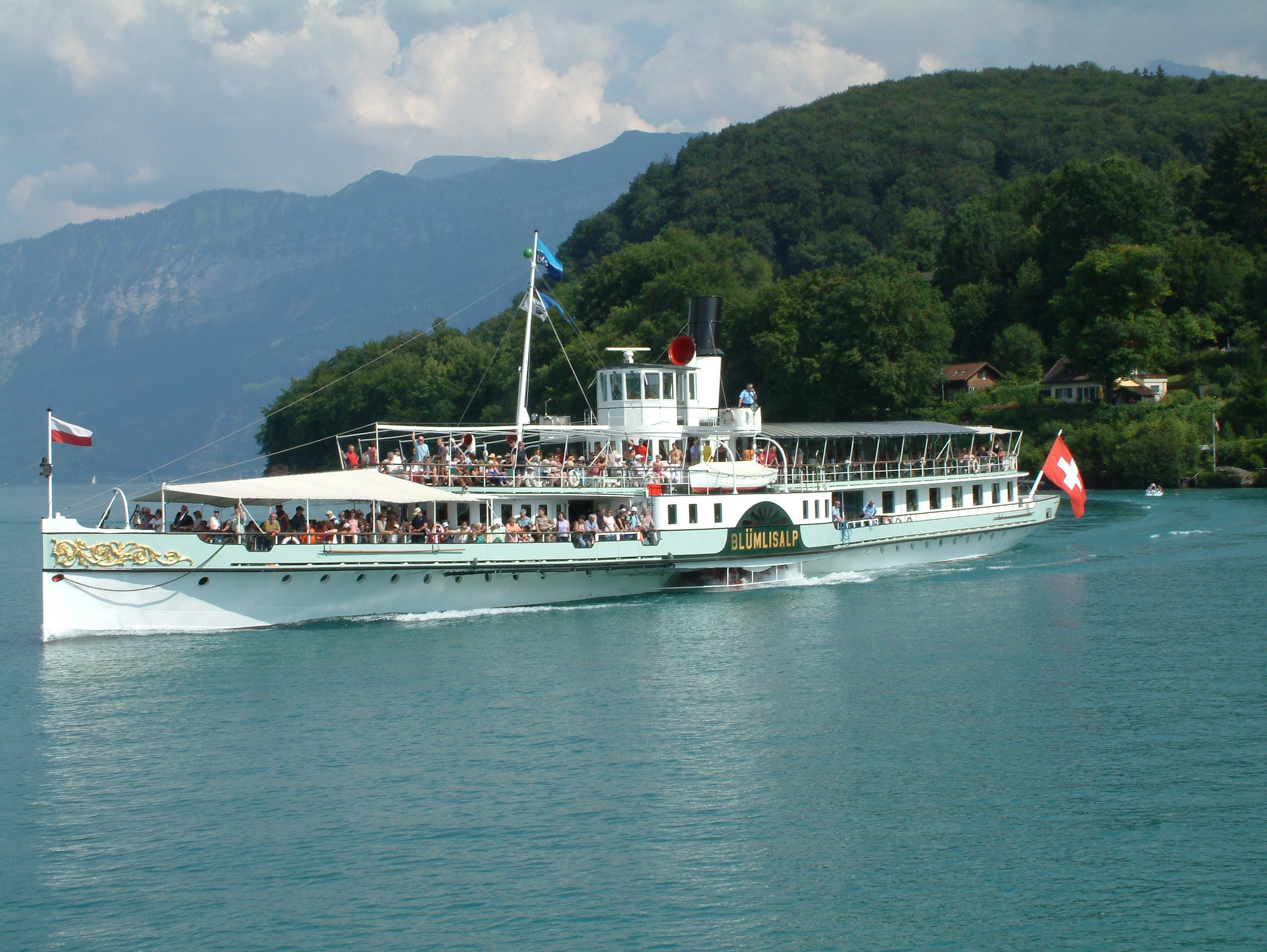
Пароплав "Blüemlisalp" у Шпіці
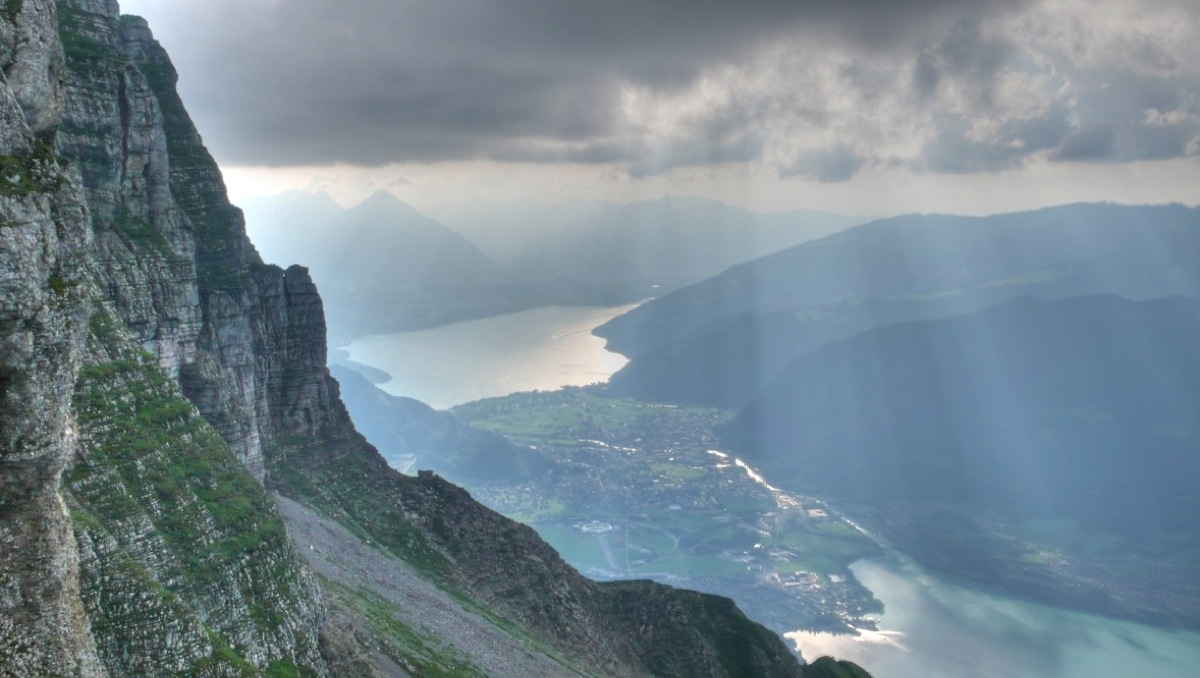
Озеро Тун та місто Інтерлакен
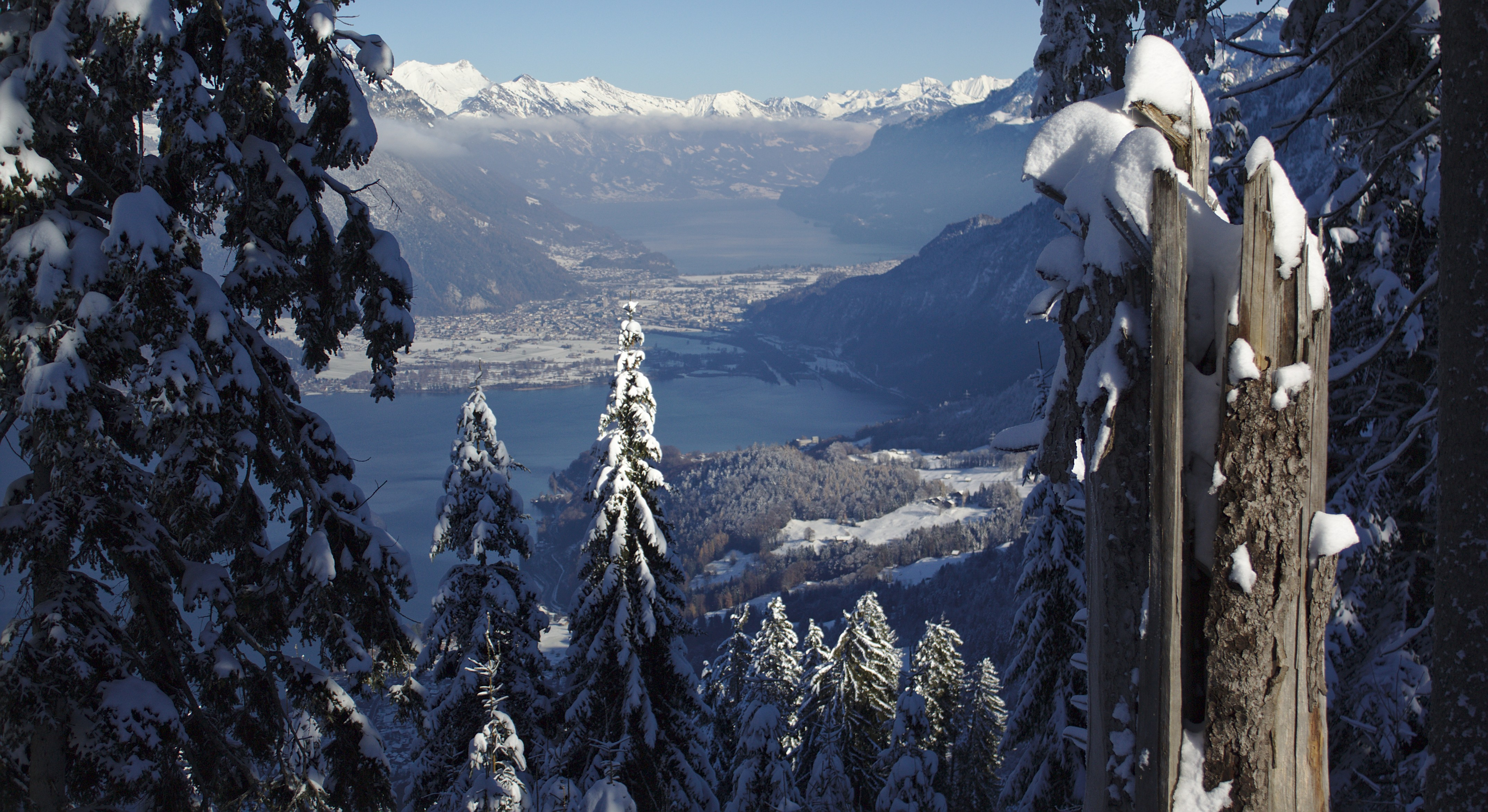
Озера Тун (попереду) та Брієнц (позаду) взимку

## Цікаво
В озері Тун в 1940-1960-ті роки було затоплено бл.4600 тон боєприпасів, які швейцарська армія визначила непотрібними після Другої світової війни та небезпечними для зберігання. Аналогічні події відбулись і в ряді інших озер Швейцарії — всього було затоплено понад 8 000 тон амуніції.